# Kostel svatého Josefa (Senetářov)
Římskokatolický kostel sv. Josefa v Senetářově, vybudovaný v moderním stylu, je jeden z mála kostelů postavených v období komunistické vlády v Československu. Leží na území farnosti Jedovnice v blanenském děkanství brněnské diecéze.

## Historie

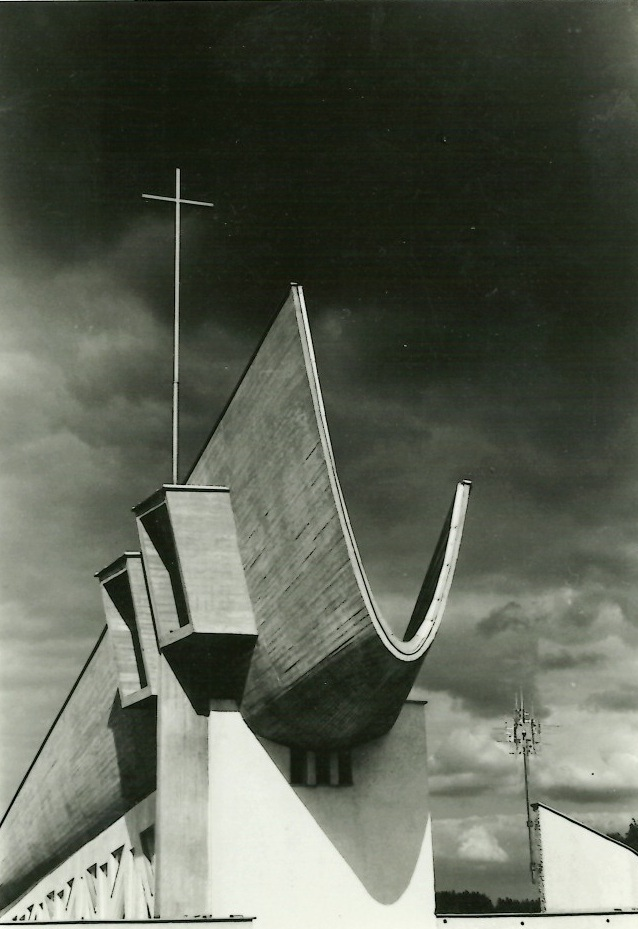
Kostel sv. Josefa v roce 1992

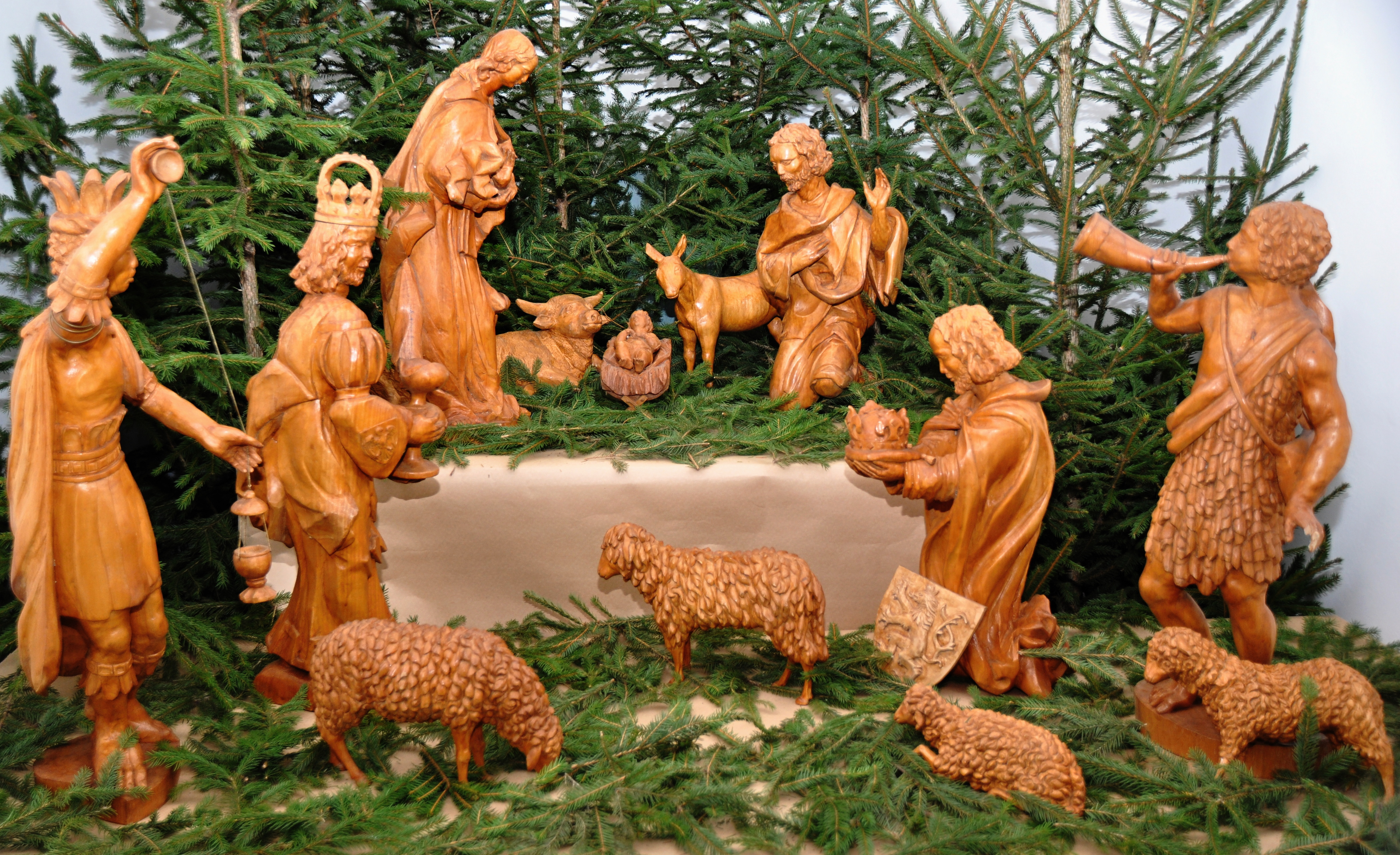
Betlém vyřezaný Františkem Radou

Myšlenka výstavby kostela v Senetářově, kde dříve byla jen kaple (zbudovaná v roce 1855 a rozšířená v roce 1891), je spojena s vystěhováním obce v roce 1944. Obyvatelé Senetářova si 19. března 1942 (na svátek sv. Josefa) slíbili, že pokud obec nebude kvůli chystanému rozšíření výcvikového tábora v Dědicích vystěhována nebo se z vyhnanství šťastně vrátí, postaví v Senetářově kostel ke cti sv. Josefa nebo alespoň opraví stávající kapličku. V letech 1943 a 1944 byl tento slib obnoven.
Vybudování kostela inicioval až dlouholetý jedovnický duchovní správce Mons. František Vavříček (1913–1995), který využil politického uvolnění a v roce 1968 dosáhl povolení stavby kostela s tím, že se jedná o náhradu za stávající kapli, která překážela rozšíření silnice II/379 z Blanska do Vyškova. Stavba byla provedena podle návrhu brněnského sochaře a malíře Ludvíka Kolka, který ho zhotovil během necelých 14 dnů. Na jaře 1969 byly vyhloubeny základy a v červnu téhož roku byl za přítomnosti mnoha věřících položen základní kámen s nápisem „Ve jménu Páně“. Během dvou let byl kostel postaven, a to ze sbírek a darů věřících a jejich svépomocí. Lidé ze Senetářova, věřící, nevěřící, dokonce i místní členové KSČ, za dva roky odpracovali přes 31 tisíc brigádnických hodin.
Největší zásluhu na stavbě měl tesař v důchodu Karel Skoták ze Suchdola. V červnu 1971 byl kostel dokončen, jeho užívání bylo však povoleno jen pod podmínkou, že nedojde k jeho slavnostnímu vysvěcení.
První bohoslužba v novém filiálním kostele se uskutečnila 11. července 1971. Koncelebrovalo ji 10 kněží pocházejících ze Senetářova a zúčastnilo se jí asi 15 tisíc věřících z celého tehdejšího Československa, a to přesto, že okolí obce bylo obklíčeno příslušníky Státní bezpečnosti a přístupové silnice uzavřeny, takže účastníci museli přijít pěšky lesem.
V roce 1979 byla opravena dlažba kolem kostela, v roce 1984 byl do kostela umístěn reliéf sv. Josefa od Ludvíka Kolka a nová socha gotické Madony od malíře Františka Sysla. Vysvěcení kostela se uskutečnilo teprve 7. července 1991 za účasti biskupa Cikrleho při příležitosti posvěcení nových varhan. V roce 2001 byla fasáda kostela nově natřena a o dva roky později provedena oprava části betonové omítky.

## Popis
Kostel z betonu a skla má bílé stěny, vyzdobené 14 abstraktními obrazy křížové cesty od Mikuláše Medka. Autorem kněžiště a tyrkysového triptychu nad oltářem je architekt Ludvík Kolek. Okenní otvory jsou vyplněny vitrážemi. Do kostela byla také přenesena cenná plastika sv. Josefa ze staré kapličky, která byla zbourána 25. a 26. června 1971.